# She’s a Lady
«She’s a Lady» — песня, которая стала золотой в исполнении Тома Джонса. Написана Полом Анкой, выпущена в начале 1971 года. Эта песня стала единственной в карьере Джонса, попав на первое место в списке журнала Cashbox и продержавшись неделю. Одну неделю сингл провёл на втором месте на Billboard Hot 100, позади «Me and Bobby McGee» Дженис Джоплин Оригинальная версия песни была переписана для коммерческого выпуска в 1971 году Джонсом и Анка. Этот сингл также побывал в первой десятке хитов на американском Listening Easy. По версии Billboard попал в список лучших американских синглов 1971 года (№ 25).
В Канаде сингл достиг первого места на хит-параде национальных синглов RPM 100.
В 1970-х песня была выпущена Полом Анка в альбоме Paul Anka ’70s (RCA 4309, 1970). Песня была повторно выпущена в 2013 году в альбоме «Дуэты» в новом исполнении Полом Анка и Томом Джонсом.

## Издание в СССР
В 1983 году песня "She’s a Lady" была издана в СССР на гибкой грампластинке в качестве музыкального приложения к журналу "Кругозор"

## В популярной культуре
Песня неоднократно звучала в различных фильмах:
- Вонгу Фу, с благодарностью за всё! Джули Ньюмар
- Играй, как Бекхэм
- Мисс Конгениальность
- Почище напалма
- Связь
- Смывайся!
- Страх и ненависть в Лас-Вегасе

## Позиции в хит-парадах
Песня долгое время была в первой десятке различных национальных чартов.

| Чарты                      | Место |
| -------------------------- | ----- |
| The Billboard Hot 100      | 2     |
| Бельгия                    | 3     |
| Норвегия                   | 6     |
| Германия                   | 7     |
| Нидерланды                 | 8     |
| Hot Canadian Digital Songs | 8     |

| Год  | Чарт                                | Позиция |
| ---- | ----------------------------------- | ------- |
| 1971 | США (Billboard Top Pop 100 Singles) | 25      |

## Кавер-версии
Кавер-версии песни исполняли:
- Джеки Чун (1998)
- Али Кемпбелл и Шэгги (2009)
- Патрисия Барбер
- Аксель Руди Пелл (2021)